# Obolocera rapae
Obolocera rapae är en tvåvingeart som först beskrevs av Smith 1917.  Obolocera rapae ingår i släktet Obolocera och familjen parasitflugor. Inga underarter finns listade i Catalogue of Life.